# Lèmur (mitologia)
|  | Aquest article tracta sobre els espectres de la mitologia romana. Vegeu-ne altres significats a «Lèmur». |

Lèmurs (Lemures) foren a la mitologia romana els espectres o esperits de la mort, que els romans creien que tornaven de la tomba per atacar als vius. Moltes vegades eren confosos amb les Larves, amb les quals tenen trets en comú. Els escriptors descriuen els lèmurs en general com esperits de la mort.

## Descripció
Ovidi escrivia sobre ells dient que eren manes, potencialment venjatius esperits d'ultramón relacionats amb els avantpassats (parentes). Segons ell els ritus relacionats amb el seu culte estaven lligats a una religió arcaica, més propera a la màgia que la resta de cultes dels déus de la mitologia romana. Quatre segles més tard sant Agustí ajuntava lemures i larvae dins una mateixa categoria: esperits malignes dels  manes que tenien per objectiu terroritzar els vius, i els contraposava als lares, esperits bons dels avantpassats.
Els Lèmurs no tenien forma i ocupaven una posició límit entre dos mons: el dels vius i el dels morts. Se'ls creia els causants de la sensació de por que pot anar lligada a la foscor.

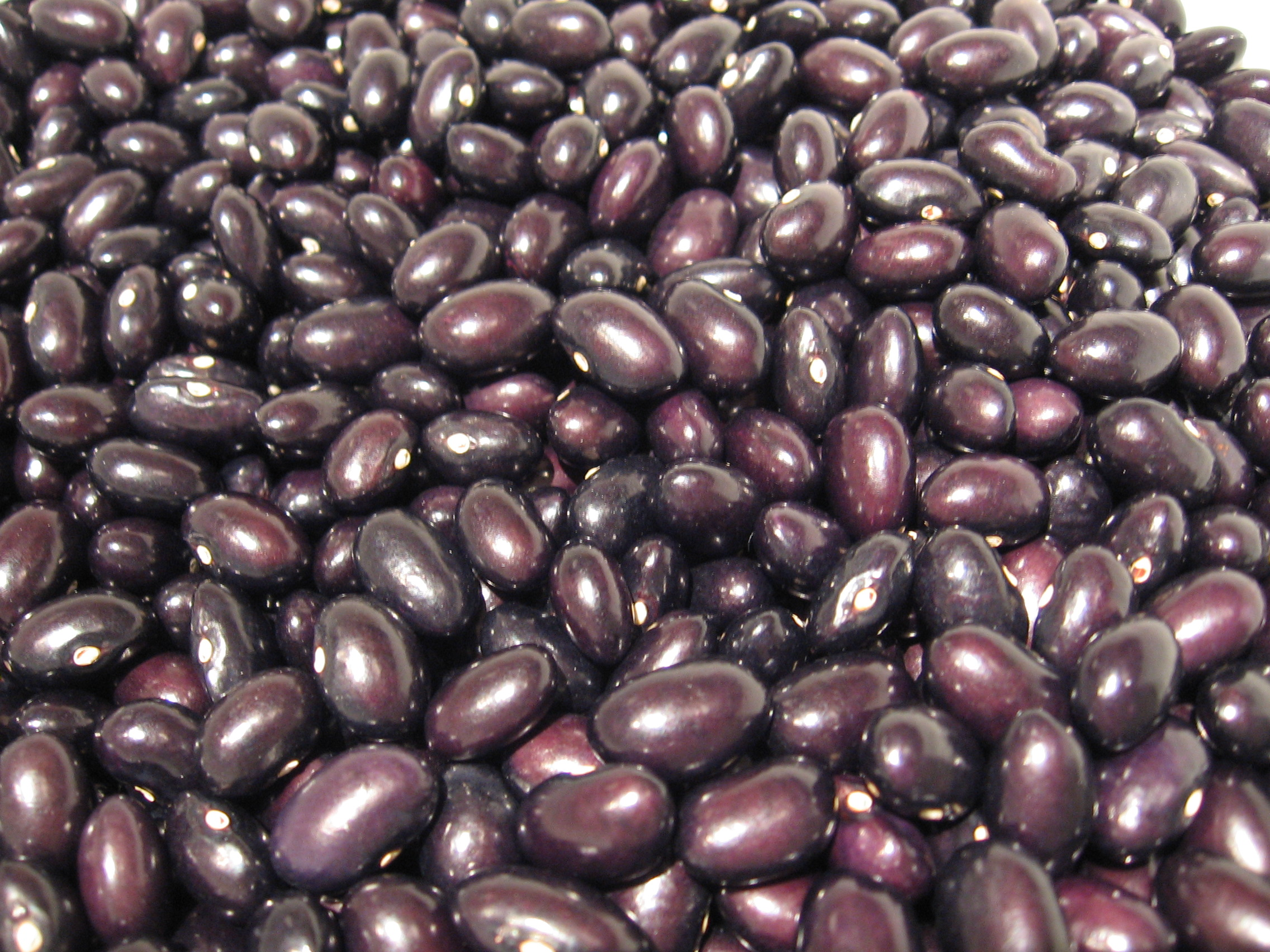
El fesol negre, relacionat amb els lèmurs

## Culte
Durant la República i la Roma Imperial es va instituir una festa, la Lemuralia per espantar als Lèmurs. Els dies 9, 11 i 13 de maig estaven dedicats a aplacar la ira dels lèmurs que voltaven dins les cases.
El cap de família (paterfamilias) es llevava a mitjanit i llançava fesols a la seva esquena sense tornar la mirada enrere, en la creença que això seria un àpat deliciós per als lèmurs. El color apropiat era el negre, o fesols de pell fosca per tractar-se de deïtats ctòniques. William Warde Fowler interpreta l'oferiment de fesols com una ofrena de vida i assenyala que era un ritual massa impur perquè se n'encarreguessin els sacerdots. Els lèmurs eren a la vegada temuts i temibles : si se sentien insatisfets amb l'ofrena dels fesols podien expressar el seu mal humor donant un cop als estris de cuina o tombant a terra alguna cosa amb gran estrèpit.

## Fora de la cultura romana
Fora de l'àmbit de la mitologia romana, els lèmus van servir d'inspiració al naturalista Carl von Linné per a posar nom a una espècie dins la família dels primats, els Lemuroïdeus. Segons ell va escollir aquest nom perquè són animals d'activitat nocturna i moviments lents;
tot plegat atributs dels lèmurs mitològics que ell havia llegit en escrits de Virgili i d'Ovidi. No obstant és fals la creença que els xiscles d'aquests animals o que la seva mirada que alguns qualifiquen de fantasmagòrica, li hagués portat a donar-los aquest nom.
En l'obra de Goethe, "Faust", apareix un cor de lèmurs enviats per Mephistopheles per a fer la tomba de Faust.